# Apollon vainqueur du serpent Python - Galerie Apollon
Apollon vainqueur du serpent Python est une huile sur toile peinte par l'artiste français Eugène Delacroix entre 1850 et 1851. Elle fut acquise de Arthur Stevens à Bruxelles en 1865 et intégrée au plafond de la galerie d'Apollon au palais du Louvre.

## Contexte

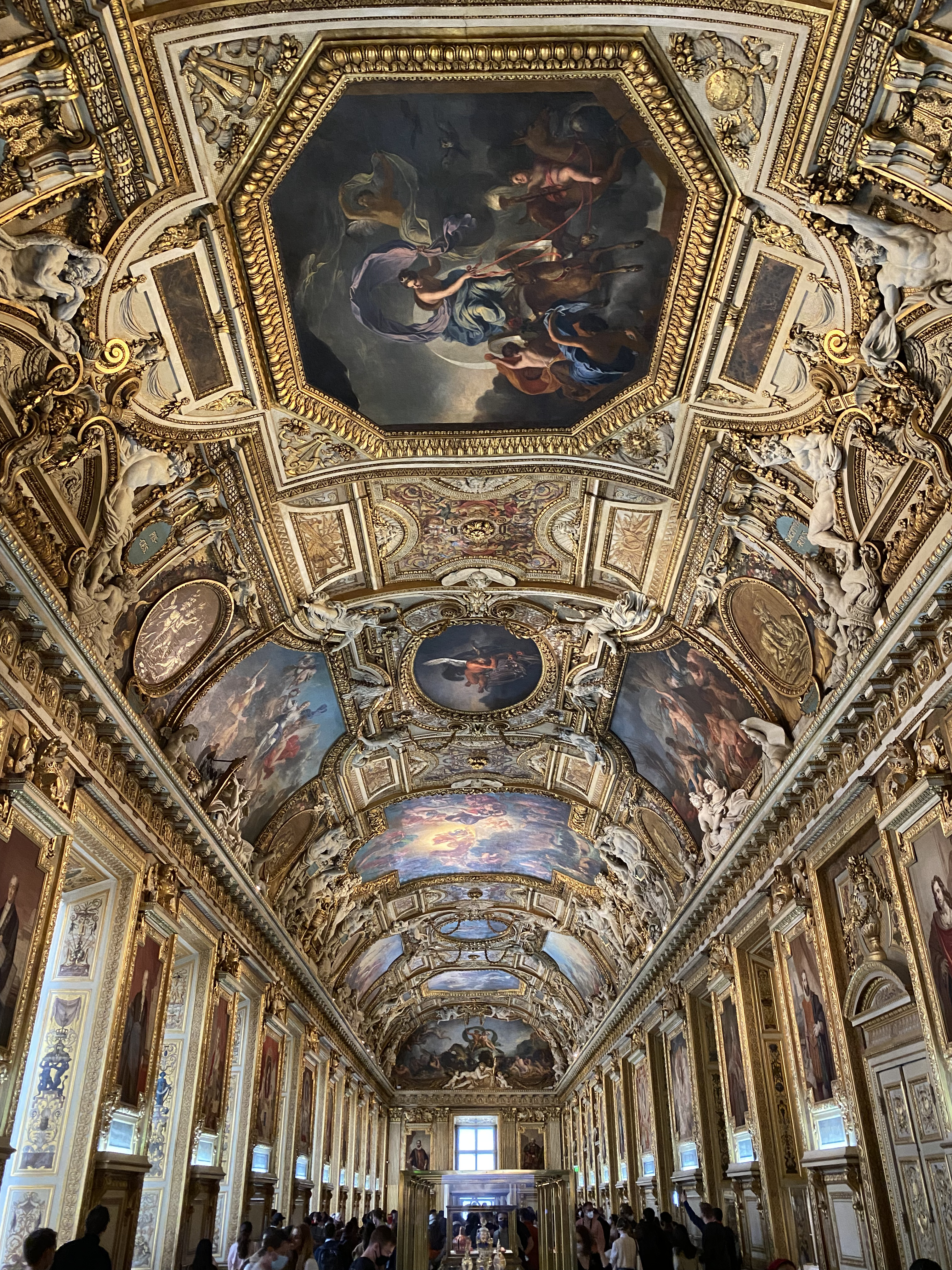
Galerie d'Apollon - Palais du Louvre - 2022.

Le salon au premier étage de la Petite Galerie est reconstruit par l'architecte Louis Le Vau après un incendie en 1661. Le premier peintre du roi Louis XIV, Charles Le Brun, imagine des peintures illustrant la course du soleil dans le temps, autour de la figure d’Apollon, et par des allégories des Saisons ainsi que l’évocation des constellations.
Dès 1663, il commence à y travailler, cependant quinze ans plus tard, bien trop occupé par le chantier de Versailles, il n’a fini que quatre grandes peintures sur onze pour la voûte. C’est en 1769 que les travaux reprennent, quand Hugues Taraval délivre le Triomphe de Bacchus, et 3 autres peintures confiées à l’Académie royale de peinture et de sculpture. L’œuvre de Le Brun continue au XIXe siècle et c’est finalement Delacroix en 1851 qui l’achève en réalisant le décor du caisson central avec une magnifique peinture sur Apollon, vainqueur du serpent Python. L’œuvre est critiquée et certains concluent : « Le Brun n’est plus chez lui, il est chez Eugène Delacroix. » Delacroix à en effet finalement signé ce chef-d’œuvre, mais il met aussi fin à un chantier de 188 ans.

## Description et interprétations
Python était un dragon femelle à l'apparence d'un serpent gigantesque enfanté par Gaïa (la Terre) dans la mythologie grecque. La bête mythologique gardait les sources du mont Parnasse, sur le chemin de l'oracle de Delphes et possédait le don de prophétie.
Il était en effet fils de Gaïa, la Terre, et à ce titre était doué de la parole.  Zeus s'unit à Léto, ce qui piqua la jalousie d'Héra. Cette dernière demanda à Python, ce serpent monstrueux, de poursuivre sans relâche Léto. Mais la déesse réussit à se cacher, aidée par Poséidon, et accoucha d'Artémis et d'Apollon sur l'île de Délos. 
Apollon, quelques jours après sa naissance, partit à la recherche du monstre. Il se mit en quête d'un lieu pour y établir son sanctuaire. Armé des flèches et de l'arc qu'Héphaïstos avait forgés pour lui, il traversa la Piérie, l'Eubée, la Béotie, et arriva dans le vallon de Crissa. Sur le perfide conseil de la nymphe Telphousa, Apollon s'aventura dans une gorge sauvage du Parnasse qui servait de repaire au serpent Python. Quand il retrouva la trace du serpent qui avait persécuté sa mère, Apollon pourchassa Python puis le perça de ses flèches d'or.
Il s'appropria l'oracle, jeta les os du serpent dans un chaudron à l'intérieur du temple et recouvrit le trépied de la Pythie avec sa peau. La Pythie était la prêtresse qui rendait les prophéties d'Apollon.
En souvenir de cette victoire, Apollon fonda les jeux pythiques, qui se déroulaient tous les quatre ans, et prit lui-même le surnom de Pythien. Le dieu se purifia du meurtre de Python en se lavant dans les eaux du fleuve Pénée.